# Баргтехайде
Баргтехайде (нем. Bargteheide) — город в Германии, в земле Шлезвиг-Гольштейн. 
Входит в состав района Штормарн.  Население составляет 15 227 человек (на 31 декабря 2010 года). Занимает площадь 15,38 км². Официальный код  —  01 0 62 006.

## Фотографии
- Церковь
- Ресторан
- Железнодорожная станция